# Mark Kratzmann
Mark Edward Kratzmann (nacido el 17 de mayo de 1966, Murgon, Australia) es un exjugador de tenis profesional australiano.

## Carrera de tenis
Kratzmann fue becado en el Instituto australiano del deporte en 1983.

### Júnior
Fue número uno del mundo en el ranking de jugadores jóvenes en 1984, Kratzmann ganó torneos juniors individuales en el Abierto de Australia, Wimbledon y el Abierto de Estados Unidos de ese año.

### Profesional
Como jugador profesional, Kratzmann ganó 18 títulos de dobles, incluyendo el Masters de Cincinnati en 1990 (también alcanzó la final de dobles en el Open de Australia masculino en 1989).
Su mejor actuación en individuales fue cuando alcanzó la cuarta ronda del Abierto de Australia de 1987. Kratzmann logró un récord personal en el ranking del mundo alcanzando el puesto número 50 en marzo de 1990.

## Después de retirarse
Kratzmann empezó a jugar al crícket después de trasladarse a Hong Kong en 2003, donde inicialmente trabajó como entrenador de tenis.
Ganó el premio al jugador del año de la Asociación de Cricket de Hong Kong en la temporada 2005/2006. 
En mayo de 2007, fue seleccionado en el equipo nacional para participar en el torneo ICC World Cricket League Division Three.
También estuvo en la lista de 20 jugadores para la Copa de Asia, pero no se incluyó en el 14 final. 
Ha tenido tres apariciones internacionales para Hong Kong.

## Finales de dobles 30 (18-12)
| Resultado  | N.º | Año  | Torneo                          | Superficie | Compañero         | Oponentes                      | Resultado     |
| ---------- | --- | ---- | ------------------------------- | ---------- | ----------------- | ------------------------------ | ------------- |
| Subcampeón | 1.  | 1986 | Queen's Club, Inglaterra        | Hierba     | Darren Cahill     | Kevin Curren Guy Forget        | 2–6, 6–7      |
| Ganador    | 1.  | 1986 | Cincinnati, EE. UU              | Dura       | Kim Warwick       | Christo Steyn Danie Visser     | 6–3, 6–4      |
| Subcampeón | 2.  | 1986 | Hong Kong, China                | Dura       | Pat Cash          | Mike De Palmer Gary Donnelly   | 6–7, 7–6, 5–7 |
| Ganador    | 2.  | 1987 | Sídney, Australia               | Dura       | Darren Cahill     | Boris Becker Robert Seguso     | 6–3, 6–2      |
| Ganador    | 3.  | 1987 | Hong Kong, China                | Dura       | Jim Pugh          | Martin Davis Brad Drewett      | 6–7, 6–4, 6–2 |
| Ganador    | 4.  | 1988 | Adelaide, Australia             | Dura       | Darren Cahill     | Carl Limberger Mark Woodforde  | 4–6, 6–2, 7–5 |
| Ganador    | 5.  | 1988 | Sídney, Australia               | Dura       | Darren Cahill     | Joey Rive Bud Schultz          | 7–6, 6–4      |
| Subcampeón | 3.  | 1989 | Adelaide, Australia             | Dura       | Glenn Layendecker | Neil Broad Stefan Kruger       | 2–6, 6–7      |
| Subcampeón | 4.  | 1989 | Abierto de Australia, Melbourne | Dura       | Darren Cahill     | Rick Leach Jim Pugh            | 4–6, 4–6, 4–6 |
| Ganador    | 6.  | 1989 | Queen's Club, Inglaterra        | Hierba     | Darren Cahill     | Tim Pawsat Laurie Warder       | 7–6, 6–3      |
| Ganador    | 7.  | 1989 | Stratton Mountain, EE. UU       | Dura       | Wally Masur       | Pieter Aldrich Danie Visser    | 6–3, 4–6, 7–6 |
| Ganador    | 8.  | 1989 | Brisbane, Australia             | Dura       | Darren Cahill     | Broderick Dyke Simon Youl      | 6–4, 5–7, 6–0 |
| Subcampeón | 5.  | 1989 | Sídney, Australia               | Dura       | Darren Cahill     | David Pate Scott Warner        | 3–6, 7–6, 5–7 |
| Ganador    | 9.  | 1990 | Sídney, Australia               | Dura       | Pat Cash          | Pieter Aldrich Danie Visser    | 6–4, 7–5      |
| Ganador    | 10. | 1990 | Memphis, EE. UU                 | Dura       | Darren Cahill     | Udo Riglewski Michael Stich    | 7–5, 6–2      |
| Ganador    | 11. | 1990 | Tokio , Japón                   | Dura       | Wally Masur       | Kent Kinnear Brad Pearce       | 3–6, 6–3, 6–4 |
| Ganador    | 12. | 1990 | Singapur                        | Dura       | Jason Stoltenberg | Brad Drewett Todd Woodbridge   | 6–1, 6–0      |
| Ganador    | 13. | 1990 | Manchester, Inglaterra          | Hierba     | Jason Stoltenberg | Nick Brown Kelly Jones         | 6–3, 2–6, 6–4 |
| Ganador    | 14. | 1990 | Newport, EE. UU                 | Hierba     | Darren Cahill     | Todd Nelson Bryan Shelton      | 7–6, 6–2      |
| Ganador    | 15. | 1990 | Cincinnati, EE. UU              | Dura       | Darren Cahill     | Neil Broad Gary Muller         | 7–6, 6–2      |
| Subcampeón | 6.  | 1990 | Paris Indoor, Francia           | Moqueta    | Darren Cahill     | Scott Davis David Pate         | 7–5, 3–6, 4–6 |
| Subcampeón | 7.  | 1991 | Sydney Outdoor, Australia       | Dura       | Darren Cahill     | Scott Davis David Pate         | 6–3, 3–6, 2–6 |
| Subcampeón | 8.  | 1992 | Adelaide, Australia             | Dura       | Jason Stoltenberg | Goran Ivanišević Marc Rosset   | 6–7, 6–7      |
| Subcampeón | 9.  | 1992 | Rome, Italia                    | Tierra     | Wayne Ferreira    | Jakob Hlasek Marc Rosset       | 4–6, 6–3, 1–6 |
| Ganador    | 16. | 1993 | Milan, Italia                   | Moqueta    | Wally Masur       | Tom Nijssen Cyril Suk          | 4–6, 6–3, 6–4 |
| Ganador    | 17. | 1993 | Stuttgart Indoor, Alemania      | Moqueta    | Wally Masur       | Steve DeVries David Macpherson | 6–3, 7–6      |
| Subcampeón | 10. | 1993 | Rome, Italia                    | Clay       | Wayne Ferreira    | Jacco Eltingh Paul Haarhuis    | 4–6, 6–7      |
| Ganador    | 18. | 1994 | Adelaide, Australia             | Dura       | Andrew Kratzmann  | David Adams Byron Black        | 6–4, 6–3      |
| Subcampeón | 11. | 1994 | Sydney Outdoor, Australia       | Dura       | Laurie Warder     | Darren Cahill Sandon Stolle    | 1–6, 6–7      |
| Subcampeón | 12. | 1994 | Cincinnati, EE. UU              | Dura       | Wayne Ferreira    | Alex O'Brien Sandon Stolle     | 7–6, 3–6, 2–6 |